# 刘真 (导演)
刘真（1983年2月12日—），男，四川人，中国制片人、导演，现就职于中央广播电视总台，中国中央电视台综艺频道副总监。

## 生平
2018年8月任2019猪年春节联欢晚会总导演。
2021年11月26日任2022虎年春节联欢晚会总导演。